# گیللایه
گیللایه (به لاتین: Gilleleje) یک منطقهٔ مسکونی در دانمارک است که در استان هوودستادن واقع شده‌است. جیللژ ۶٬۵۹۶ نفر جمعیت دارد.